# 富岡涼
富岡 涼（とみおか りょう、1993年9月21日 - ）は、日本の元子役である。

## 来歴
北海道出身。小学校2年生の時に、テアトルアカデミーの新聞広告を見て、自ら応募したという。テアトルアカデミーは2005年中に退団、その後は『Dr.コトー診療所』で共演した吉岡秀隆と同じOffice Bow!に所属していたが、2006年の『Dr.コトー診療所』ドラマ第2シリーズのあとに芸能界を引退し、2009年中に日本タレント名鑑から情報が削除された。
その後、2022年の劇場版『Dr.コトー診療所』に出演することが発表され、同作に限り、役者へ復帰した。出演にあたり約15キロの減量をして撮影に臨んだ。

## 出演

### テレビドラマ
- ホーム&アウェイ 第5話（2002年、フジテレビ） - 高野守 役
- Dr.コトー診療所シリーズ（フジテレビ） - 原剛洋 役
  - Dr.コトー診療所（2003年）
  - Dr.コトー診療所2004（2004年）
  - Dr.コトー診療所（第2期）（2006年）
- スチュワーデス刑事8（2004年、フジテレビ） - 高野健太 役
- ほんとにあった怖い話 第2話「赤い服の女」（2004年、フジテレビ） - 主演・藤原信一 役
- 火曜サスペンス劇場 弁護士・高林鮎子（33）『特急うずしお30号の罠』（2004年、日本テレビ） - 北原翔太 役
- 弟（2004年、テレビ朝日） - 石原裕次郎（7歳 - 11歳） 役
- 土曜ワイド劇場 結婚詐欺殺人事件・美女5人を騙した男（2005年、テレビ朝日）
- 大河ドラマ 義経（2005年、NHK） - 木曽義高 役

### 映画
- この胸いっぱいの愛を（2005年） - ヒロ 役
- 小さき勇者たち〜ガメラ〜（2006年） - 主演・相沢透 役
- Dr.コトー診療所（2022年） - 原剛洋 役[1]

### CM
- toto（スポーツ振興くじ）日曜コーチ篇 - サッカー少年 役
- P&G ファブリーズ
- 日立製作所
- ダイハツ（ナレーション）

### ラジオ
- がらんどう綺譚（大阪局制作・NHK-FM、第25回BKラジオドラマ脚本懸賞募集入選作） - 電話の少年 役

## 書籍

### 雑誌
- アクターズファン vol.5（2004年、ソフトバンクパブリッシング）
- 少年俳優 Vol.1（2005年、ぴあ）